# Luzerna
Luzerna este un oraș în Santa Catarina (SC), Brazilia.